# Guelta Zerka
Guelta Zerka (în arabă القلتة الزرقاء) este o comună din provincia Sétif, Algeria.
Populația comunei este de 15.472 de locuitori (2008).